# داک آدامز
داک آدامز (انگلیسی: Doc Adams؛ ۱ نوامبر ۱۸۱۴ – ۳ ژانویهٔ ۱۸۹۹) یک بازیکن بیسبال اهل ایالات متحده آمریکا بود.